# Boknafjorden
Boknafjorden er en fjord i Rogaland fylke i Norge. Fjorden deler fylket i Nord-Rogaland og Syd-Rogaland, hvilket har forringet udviklingsmulighedene i fylket stærkt. Af den grund er der planlagt en tunnel under fjorden, Boknafjordtunnelen. Håbet er, at den skal binde fylket sammen i fremtiden.
Kommunene Kvitsøy, Rennesøy, Finnøy, Tysvær, Bokn og Karmøy ligger i eller ved Boknafjorden.

## Side- og delfjorde
fra kysten mod indlandet
- Indløb
  - Karmsundet
  - Skudenesfjorden
  - Kvitsøyfjorden

- Boknafjorden
  - Mastrafjorden

- - Boknasundet
  - Talgjefjorden

- - Hervikfjorden
    - Skjoldafjorden
      - Grindefjorden
- Nedstrandfjorden
  - Forasundet
  - Vindafjorden
    - Krossfjorden
      - Yrkjefjorden
        - Vatsfjorden

      - Sandeidfjorden

  - Sandsfjorden
    - Lovrafjorden
    - Hylsfjorden
    - Saudafjorden

  - Jelsafjorden
    - Erfjorden

59°10′N 5°32′Ø / 59.17°N 5.53°Ø